# Antonio Gutiérrez de los Ríos
Antonio Gutiérrez de los Ríos Díaz de Morales (Córdoba, 8 de noviembre de 1815-ibídem, 20 de marzo de 1873), fue un abogado, magistrado del Tribunal Supremo y político español. 

## Biografía
Antonio Gutiérrez de los Ríos pertenecía a una extensa familia, la de los duques de Fernán Núñez, que había sido cuna de embajadores y altos funcionarios. Nació en Córdoba  el 8 de noviembre de 1815. Fue hijo de Antonio Gutiérrez de los Ríos Rubio, natural de Sevilla, y de M.ª del Rosario Díaz de Morales y Bernuy Fernández de Córdoba, natural de Córdoba. Era nieto de Antonio Gutiérrez de los Ríos Díaz de Morales, vizconde de Sancho Miranda, casado con M.ª de los Dolores Rubio, y de Francisco Díaz de Morales Alfonso de Sousa, casado con Josefa Victoria Bernuy Fernández de Córdoba. Estudió Leyes en la Universidad de Sevilla. Murió en Córdoba el 20 de marzo de 1873. Su hermano Rafael (1820-1887) fue coronel de Infantería.

## Trayectoria profesional
Jurista de renombre, escaló puestos en la Administración de Justicia. Ocupó cargos de importancia en la capital de España y su nombre figura entre los asociados del Ateneo Científico de Madrid en 1840. El 31 de marzo de 1862 ocupó plaza de magistrado del Tribunal Supremo de las Órdenes militares, plaza en la que se mantuvo hasta diciembre de 1867, cuando fue nombrado senador del Reino. Como curiosidad, su sueldo como ministro del Tribunal Supremo era de 4.600 escudos anuales (46.000 reales), es decir, superaba los 30.000 reales exigidos para ocupar plaza de senador real.

## Actividad política
Antonio Gutiérrez de los Ríos fue promovido a senador vitalicio el 28 de diciembre de 1867 por su condición de magistrado del Tribunal Supremo, pero la Gloriosa, en septiembre de 1868, acabó con el viejo orden constitucional y con su carrera. En los pocos meses que estuvo en la Cámara, participó en dos comisiones, en la de Obras Públicas, de la que fue secretario, y en otra sobre la línea de ferrocarril Belmez-Córdoba, de la que también fue secretario.